# Eden Dambrine
Eden Dambrine (26 de enero de 2007) es un actor infantil belga.

## Biografía
A los 15 años, interpretó el papel principal de Léo en Close de Lukas Dhont. Las expresivas expresiones faciales de Dambrine habían llamado la atención de Dhont en un viaje en tren que estaban haciendo juntos, y espontáneamente lo invitó al casting. Close fue presentada y luego nominada por Bélgica como una entrada para los Premios Óscar 2023 en la categoría Mejor Película Internacional.

## Filmografía
- Close (2022)